# Kochánky
Kochánky (en allemand : Kochanek) est une commune du district de Mladá Boleslav, dans la région de Bohême-Centrale, en République tchèque. Sa population s'élevait à 450 habitants en 2020.

## Géographie
Kochánky se trouve à 3,5 km au sud-ouest de Benátky nad Jizerou, à 17,5 km au sud-est de Mladá Boleslav et à 216 km au nord-est de Prague.
La commune est limitée par Sedlec au nord, par Benátky nad Jizerou à l'est, par Předměřice nad Jizerou au sud, et par Tuřice et Mečeříž à l'ouest.

## Histoire
La première mention écrite de la localité date de 1002.

## Transports
Par la route, Kochánky se trouve à 5,5 km de Benátky nad Jizerou, à 27 km de Mladá Boleslav et à 41 km du centre de Prague.